# Doratosepion lorigerum
Doratosepion lorigerum (лат.) — вид головоногих из рода Doratosepion семейства настоящие каракатицы отряда каракатицы.
Достигает в длину 25 см, максимальный зарегистрированный вес 1 кг. Обитает в северо-западной части Тихого океана, от Японии до Вьетнама. Придонное животное, встречается на глубине от 100 до 300 м. Безвреден для человека и является объектом коммерческого промысла. Для оценки охранного статуса вида недостаточно данных.